# دشت بيضا (سورماغ)
دشت بيضا (بالفارسية: دشت بیضا) هي منطقة سكنية تقع في إيران في الناحية المركزية، قسم سورماغ الريفي. يبلغ عدد سكانها حسب إحصاء السكان عام 2006 ميلادية 48 نسمة في 18 عائلة.